# Saori Kimura
Saori Kimura (Japans: 木村 沙織, Kimura Saori) (Saitama, 19 augustus 1986) is een Japanse volleybalster. Ze nam deel met de Japanse volleybalploeg aan de Olympische Zomerspelen van 2004 en 2008.